# مهله کوه
مهله کوه یکی از رشته کوه های زاگرس در غرب استان لرستان است. این کوه، یکی از کوه‌های بسیار صعب العبور است؛ و رسیدن انسان به بالای آن بسیار سخت است. این کوه از غرب تا جنوب غرب استان لرستان کشیده شده است و در شهرستان های رومشکان و پلدختر قرار دارد.

## جانوران
به گفته مردم محلی بارها حیوانات همچون خرس قهویی، گرگ، گراز وحشی، روباه، بز کوهی در بالای این کوه دیده شده
طبق گفته بزرگان رومشکان در دهه های ۷۰ تا ۸۰ در منطقه هماکش مهله بارها در ارتفاعات این کوه پلنگ دیده شده اما بدیل عدم توجه مسئولان و اهالی محیط زیست این گونه ارزشمند در مهله کوه از بین رفته است.

## جغرافیا
نزدیکترین شهرها به مهله‌کوه خرسدر در پلدختر و رماوند و سوری در رومشکان می‌باشد.
بلندترین نقطه آن قله هماکش با ارتفاع ۲۰۲۰ متر از سطح دریا می‌باشد.
```
مله کوه بدلیل طبیعت زیبا و پوشش گیاهی بالا به هدفی برای گردشگران در فصل بهار تبدیل شده.
```

غار کلماکره که یکی از بزرگترین گنجینه های کل تاریخ در آن کشف شد در سمت غربی مله کوه واقع شده 

## کوهنوردی
مهله کوه بدلیل صعب‌العبور بودن و شیب های تند و دره های عمیق و ارتفاع بسیار بلند وجود حیوانات خطرناک کاری بسیار دشوار برای کوهنوردی و صعود به بالای آن است. در مهله کوه چندین مسیر برای صعود وجود دارد صعود از دره درونشر بدلیل شیب بسیار بالا و صخره های بلند غیرممکن است.مسیرهای صعود به مهله کوه معمولاً از روستاهای اطراف یا مناطق کوهستانی به سمت قله آغاز می‌شوند. این مسیرها ممکن است شامل صعود از دره‌های عمیق، گذر از یال‌های شیب‌دار، و عبور از مناطق سنگی و یخی باشند. برای صعود به مهله کوه، نیاز به تجهیزات و مهارت‌های کوهنوردی مناسب، همچنین دانش کافی از مسیر و شرایط آب و هوایی منطقه دارید همراه بودن فردی محلی که با مسیر های صعود آشنا است الزامی می‌باشد.